# Claudio Cerasa
Claudio Cerasa (Palermo, 7 maggio 1982) è un giornalista e blogger italiano, direttore del quotidiano Il Foglio.

## Biografia
Figlio del giornalista Giuseppe Cerasa, Claudio Cerasa è nato a Palermo nel 1982 e si è trasferito presto a Roma, dove, dopo aver lavorato brevemente a La Gazzetta dello Sport e a Radio Capital, con l'aiuto di Giuseppe Sottile è entrato a far parte della redazione de Il Foglio, di cui è stato redattore capo. Cerasa ha collaborato inoltre con alcune trasmissioni televisive come Le invasioni barbariche e Porta a Porta e con alcune riviste come Panorama e Rivista Studio. Il 21 gennaio 2015, in diretta a Le invasioni barbariche, su LA7, Giuliano Ferrara ha annunciato che avrebbe lasciato a lui la direzione de Il Foglio. Il 28 gennaio 2015 è diventato ufficialmente il nuovo direttore de Il Foglio.

## Opere
- Ho visto l'uomo nero. L'inchiesta sulla pedofilia a Rignano Flaminio tra dubbi, sospetti e caccia alle streghe, Roma, Castelvecchi, 2007. ISBN 978-8876152115.
- La presa di Roma, Milano, BUR, 2009. ISBN 978-8817034524.
- Le catene della sinistra. Non solo Renzi. Lobby, interessi, azionisti occulti di un potere immobile, Milano, Rizzoli, 2014. ISBN 978-8817075596.
- Tra l'asino e il cane. Conversazione sull'Italia che non c'è, Milano, Rizzoli, 2015. ISBN 978-8817082815.
- Abbasso i tolleranti. Manuale di resistenza allo sfascismo, Milano, Rizzoli, 2018. ISBN 9788817101844